# Joe Boko in Saved by Gasoline
Joe Boko in Saved by Gasoline è un cortometraggio muto del 1915 scritto e diretto da Wallace A. Carlson.

## Produzione
Il film fu prodotto dalla Essanay Film Manufacturing Company.

## Distribuzione
Distribuito dalla General Film Company, il film - un cortometraggio di una bobina - uscì nelle sale cinematografiche USA il 1º settembre 1915.